# Relazioni balto-sovietiche

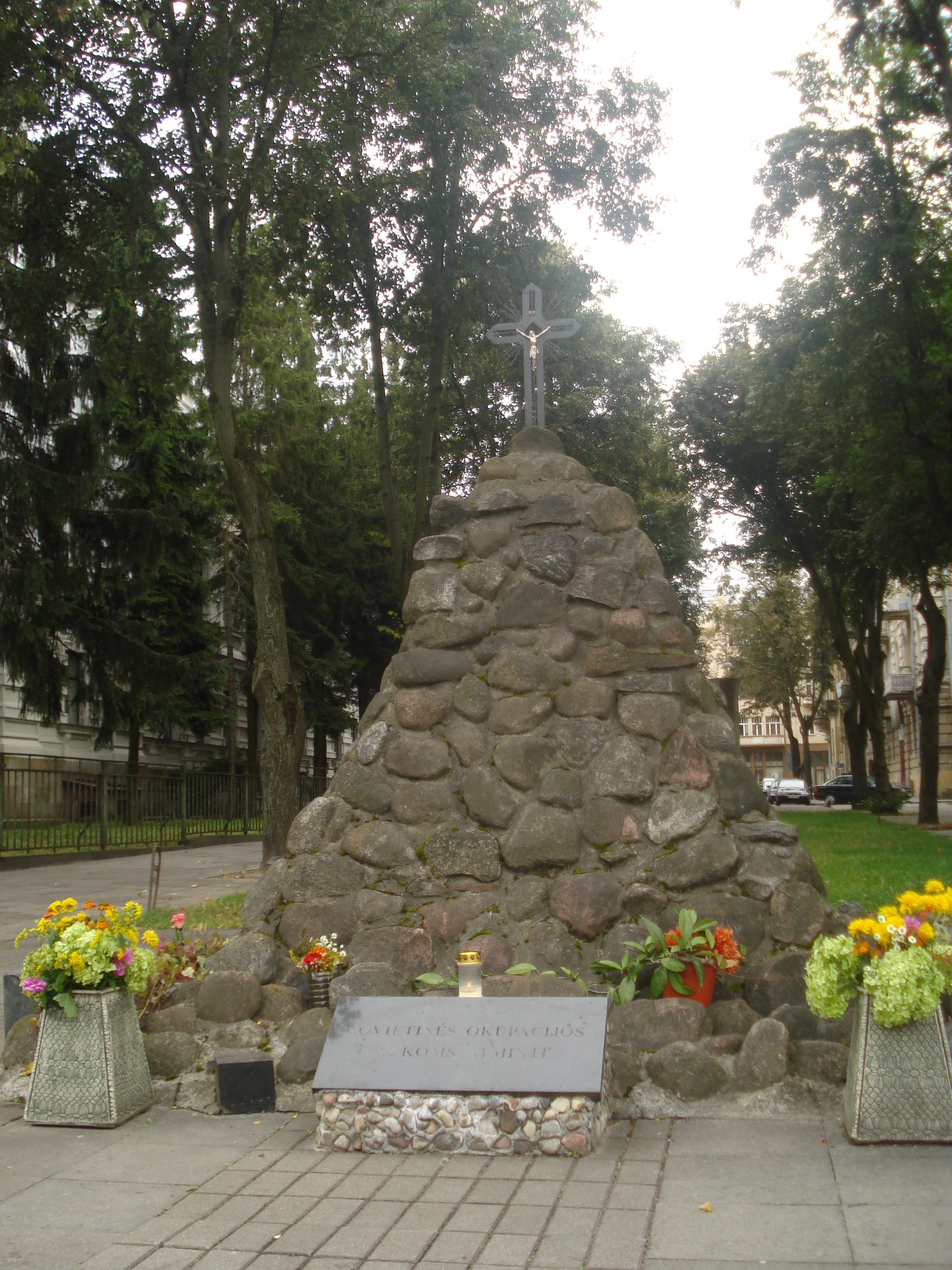
Monumento dedicato alla commemorazione delle vittime lituane durante l'occupazione sovietica lungo viale Gediminas a Vilnius

Le relazioni balto-sovietiche si intrecciarono per la prima volta dopo la fine della Grande Guerra, quando la RSFS Russa sottoscrisse alcuni trattati di pace con i tre neonati Paesi baltici, ovvero l'Estonia, la Lettonia e la Lituania. Tra la fine degli anni '20 e l'inizio degli anni '30, l'Unione Sovietica e tutti e tre i Paesi baltici firmarono nuovi trattati di non aggressione. L'Unione Sovietica confermò inoltre la sua adesione al patto Briand-Kellogg, un accordo internazionale in virtù del quale si ripudiava la guerra come mezzo di risoluzione delle controversie; qualche tempo dopo stipulò una convenzione che definiva "l'aggressione" che comprende tutti e tre i paesi baltici.
Nel 1939 l'Unione Sovietica e la Germania nazista sottoscrissero il patto Molotov-Ribbentrop, in cui erano presenti protocolli segreti che dividevano l'Europa orientale in "sfere di influenza": la Lettonia e l'Estonia sarebbero rientrate nel blocco sovietico. Un successivo emendamento ai protocolli segreti cedette anche la Lituania a Mosca. Nel giugno 1940, l'Unione Sovietica invase i paesi baltici e li annesse formando la Repubblica Socialista Sovietica Lituana, la Repubblica Socialista Sovietica Estone e la Repubblica Socialista Sovietica Lettone. Nel 1941, nell'ambito dell'Operazione Barbarossa, la Germania invase i paesi baltici e vi costituì per amministrarle il Reichskommissariat Ostland fino al 1944, anno in cui i sovietici rioccuparono una seconda volta gli stati baltici.
I territori degli stati baltici rimasero repubbliche socialiste sovietiche fino al 1991. La maggioranza dei governi occidentali non riconobbe le annessioni sovietiche degli stati baltici de iure, sebbene alcuni paesi avessero accettato lo status quo. Nel luglio 1989, in seguito agli eventi susseguitisi in Germania Est, i Soviet supremi dei paesi baltici dichiararono la loro intenzione di ripristinare la piena indipendenza. Nel 1991, i paesi baltici rivendicarono l'indipendenza e ripristinarono la loro sovranità alla dissoluzione dell'Unione Sovietica.

## Rivoluzione russa e trattati inerenti alle relazioni balto-sovietiche
I bolscevichi presero il potere dopo la rivoluzione russa del 1917. Dopo che gli stati baltici proclamarono l'indipendenza in seguito alla firma dell'armistizio, la Russia bolscevica li invase in circostanze diverse alla fine del 1918. L'Izvestija riportò nel numero del 25 dicembre 1918: "Estonia, Lettonia e Lituania sono direttamente sulla strada dalla Russia all'Europa occidentale e quindi un ostacolo alle nostre rivoluzioni... Questa barriera di separazione deve essere distrutta. Il Mar Baltico è diventato il mare della rivoluzione". La Russia bolscevica, tuttavia, non assunse il controllo dei Paesi baltici e nel 1920 concluse i trattati di pace con tutti e tre gli stati.

### Trattati di pace
- Estonia, trattato di Tartu del 2 febbraio 1920[3]
- Lituania, trattato di pace sovietico-lituano del 12 luglio 1920[3]
- Lettonia, trattato di Riga dell'11 agosto 1920[3]

In questi accordi, la Russia bolscevica rinunciava "per l'eternità" a qualsiasi rivendicazioni sui tre stati e i loro abitanti che in precedenza erano cittadini russi. Nel 1922, la RSFS Russa, la RSS Ucraina, la RSS Bielorussa e la RSFS Transcaucasica si unirono ufficialmente come repubbliche creando l'Unione delle Repubbliche Socialiste Sovietiche o Unione Sovietica.

### Trattati di non aggressione
Successivamente, su iniziativa dell'Unione Sovietica, furono conclusi ulteriori trattati di non aggressione con tutti e tre i Paesi baltici:
- Lituania, il 28 settembre 1926[6]
- Lettonia, il 5 febbraio 1932[6]
- Estonia, il 4 maggio 1932[6]

Le parti contraenti si impegnavano ad astenersi da atti di aggressione reciproca e da qualsiasi atto violento volto a ledere l'integrità territoriale e l'inviolabilità o l'indipendenza politica dell'altra parte contraente. Inoltre, si accettava di sottoporre tutte le controversie che non riuscivano a risolversi ricorrendo alla diplomazia, indipendentemente dal modo in cui fossero sorte, ad un arbitrato formato da membri di entrambe le fazioni un disaccordo.

### Patto di Briand-Kellogg e patto di Litvinov
Il 27 agosto 1928 fu siglato il patto Briand-Kellogg in cui si ripudiava la guerra come strumento di risoluzione delle controversie internazionali da Stati Uniti, Germania, Belgio, Francia, Gran Bretagna, India, Italia, Giappone, Polonia e Cecoslovacchia. In seguito a questa ratifica, l'Unione Sovietica firmò un nuovo atto che ribadiva l'adesione ai termini del Patto con i suoi vicini (Estonia, Lettonia, Polonia e Romania) il 9 febbraio 1929 (cosiddetto protocollo di Litvinov). La Lituania dichiarò la sua adesione al patto e al protocollo subito dopo, il 5 aprile 1929. Con la firma, le parti contraenti concordavano sulla condanna alla guerra come mezzo di risoluzione a favore invece di strumenti diplomatici.
Confermata l'adesione ai suddetti protocolli (pur non avendo ancora ratificato il patto), Estonia, Lettonia, Lituania e URSS (elencata come Russia) divennero firmatari del Patto Kellogg-Briand stesso il giorno in cui entrò in vigore, il 24 luglio 1929.

### La convenzione per la definizione di aggressione
Il 3 luglio 1933, per la prima volta nella storia l'aggressione fu definita in un trattato vincolante firmato all'ambasciata sovietica a Londra dall'URSS e, tra i vari firmatari, anche dai paesi baltici. L'articolo II definisce così le forme di aggressione: "Viene riconosciuto come aggressore quello Stato che per primo commetterà una delle seguenti azioni:
- I: una dichiarazione di guerra contro un altro Stato;
- II: invasione da parte delle forze armate del territorio di un altro Stato anche senza una dichiarazione di guerra;
- III: attacco da parte delle sue forze terrestri, marittime o aeree, anche senza dichiarazione di guerra sul territorio, contro navi o aerei di un altro Stato;
- IV: costituzione di un blocco navale su coste o porti di un altro Stato;
- V: sostegno volontario a gruppi armati organizzati sul suo territorio che hanno come compito quello di invadere un altro Stato o il rifiuto, nonostante la richiesta dello Stato invaso, di predisporre sul proprio territorio tutte le misure possibili per contrastare i nuclei paramilitari".

La Convenzione per la definizione di aggressione afferma inoltre che "nessuna considerazione politica, militare, economica o di altro tipo può essere utilizzata come scusa o giustificazione per l'aggressione di cui all'articolo II". E mentre l'allegato all'articolo III elenca le lecite ragioni di intervento in uno stato vicino, stabilisce anche che "le Alte Parti Contraenti concordano inoltre nel riconoscere che la presente convenzione non può mai legittimare alcuna violazione del diritto internazionale che possa essere ricondotta alle fattispecie comprese nell'elenco sopra".

## Patto Molotov-Ribbentrop e di mutua assistenza; gli ultimatum del 1939
Il 24 agosto 1939, l'Unione Sovietica e la Germania nazista firmarono il patto Molotov-Ribbentrop, il quale conteneva un protocollo segreto che divideva gli stati dell'Europa settentrionale e orientale in "sfere di influenza" tedesche e sovietiche. Finlandia, Estonia e Lettonia furono assegnate alla sfera sovietica. La Lituania fu inizialmente inglobata nella sfera di influenza tedesca, ma un secondo protocollo segreto emanato nel settembre 1939 assegnò la maggior parte della Lituania all'URSS.
Piegandosi alle pressioni sovietiche, Estonia, Lettonia e Lituania non ebbero altra scelta che firmarono patti di difesa e assistenza reciproca che consentirono all'Unione Sovietica di collocare truppe nei tre Paesi baltici. I documenti non intaccavano la sovranità degli Stati baltici. Ad esempio, il patto di mutua assistenza con la Lettonia (firmato il 5 ottobre 1939) dichiarava: "L'emanazione del presente patto non può in alcun modo compromettere i diritti sovrani delle Parti contraenti, in particolare per quanto riguarda la propria struttura politica, i meccanismi economici e sociali e gli affari militari".

## Invasioni e annessioni sovietiche del 1940
A metà giugno 1940, quando l'attenzione internazionale si concentrò sull'invasione tedesca della Francia, le truppe sovietiche dell'NKVD fecero irruzione nei posti di frontiera in Lituania, Estonia e Lettonia. Le amministrazioni statali furono soppresse e sostituite: vennero costituiti i Parlamenti del popolo al seguito di elezioni palesemente truccate. Elezioni in cui si prevedeva un solo candidato filo-sovietico si tennero per nominare varie cariche: i nuovi parlamenti, appena nominati, "chiesero" di essere assimilati all'URSS e quest'ultima accettò.

## Invasioni e occupazioni tedesche (1941-1944)
La Germania invase e occupò i territori degli stati baltici nel 1941 nell'ambito dell'operazione Barbarossa. All'inizio i lituani, i lettoni e gli estoni si auguravano che i tedeschi ristabilissero l'indipendenza del Baltico e li accolsero come liberatori. Tali speranze politiche presto svanirono e la cooperazione nel Baltico con le autorità naziste divenne meno costante o cessò del tutto. Dal 1941 al 1944, in seguito all'operazione Barbarossa, i paesi baltici divennero parte del Reichskommissariat Ostland, diviso in quattro Generalbezirk.
L'Olocausto causò molte vittime e il prezzo di vite più alto fu pagato dalla Lituania, uno stato abitato da una delle più numerose comunità ebraiche del continente europeo.

## Rioccupazione sovietica nel 1944 e guerra fredda
L'Unione Sovietica rioccupò gli stati baltici come parte dell'offensiva del Baltico nel 1944. In essi furono ripristinate la RSS Estone, la RSS Lettone e la RSS Lituana. Il 12 gennaio 1949 il Consiglio dei ministri sovietico emise un decreto "sull'espulsione e la deportazione" dagli Stati baltici di "tutti i kulaki e le loro famiglie, le famiglie di banditi e nazionalisti" e altri. Il 10% dell'intera popolazione baltica adulta venne deportata o spedita in campi di lavoro. Dopo la seconda guerra mondiale, come parte dell'obiettivo di integrare maggiormente i paesi baltici nell'Unione Sovietica, furono concluse le deportazioni di massa nei paesi baltici e la politica di incoraggiamento dell'immigrazione sovietica negli Stati baltici continuò.
La maggior parte degli Stati rifiutò di riconoscere la legittimità dell'incorporazione sovietica degli Stati baltici. Le speranze da parte di Estonia, Lettonia e Lituania di qualsiasi intervento straniero a loro favore vennero meno gli Stati Uniti, i Paesi europei e l'Unione Sovietica firmarono gli Accordi di Helsinki del 1975, in virtù dei quali le parti dovevano rispettare le frontiere stabilite (non fu dunque adoperato il termine "confine") dell'Europa del dopoguerra. Paesi come gli Stati Uniti continuarono a non riconoscere l'annessione sovietica degli Stati baltici.

### Trattati firmati dall'URSS tra il 1940 e il 1945
L'Unione Sovietica, come detto, aderì alla Carta Atlantica del 14 agosto 1941 con una risoluzione firmata a Londra il 24 settembre 1941.
Stalin riaffermò personalmente i principi della Carta Atlantica il 6 novembre 1941, nonostante in una conversazione con l'inglese Anthony Eden avesse definito il principio di autodeterminazione come "algebrico" e si fosse detto più propenso all'"aritmetica concreta":
Non abbiamo pianificato e ripudiamo [la pianificazione di] campagne militari finalizzate ad imporre la nostra volontà o un nostro governo sugli slavi e su altri popoli schiavi d'Europa che attendono il nostro aiuto.

Il nostro supporto consiste nell'assistere queste persone nella loro lotta per la liberazione dalla tirannia di Hitler, e poi nel renderli abilitati a governare le proprie terre come meglio desiderano. Non ci sarà nessun interferenza negli affari interni di altre nazioni.»
Poco dopo, l'Unione Sovietica sottoscrisse la Dichiarazione delle Nazioni Unite del 1º gennaio 1942, che confermava nuovamente l'adesione alla Carta atlantica, nonostante alcune perplessità.
L'Unione Sovietica firmò altresì la Dichiarazione di Yalta sull'Europa liberata del 4–11 febbraio 1945: in essa, i tre capi di Stato concordavano sulla modificazione dello scenario politico europeo postbellico alla stregua del seguente principio della Carta Atlantica: "[vige] il diritto di tutti i popoli di scegliere la forma di governo in base alla quale vivranno, il diritto alla sovranità territoriale e il diritto di autodeterminazione per quei popoli che sono stati invasi con la forza dalle nazioni aggressive". La dichiarazione di Yalta affermava inoltre che "per fare in modo che i popoli liberati possano esercitare questi diritti, i tre governi si riuniranno (...) per facilitare, ove necessario, lo svolgimento di libere elezioni".
Infine, l'Unione Sovietica firmò lo Statuto delle Nazioni Unite del 24 ottobre 1945, che nell'articolo I, parte 2, afferma che uno degli scopi delle Nazioni Unite è "sviluppare tra le nazioni relazioni amichevoli fondate sul rispetto e sul principio dell’eguaglianza dei diritti e dell’auto-decisione dei popoli, e prendere altre misure atte a rafforzare la pace universale".

## Indipendenza degli Stati baltici
Nel luglio 1989, in seguito agli eventi verificatisi nella Germania Est, i Soviet supremi dei paesi baltici redassero una "Dichiarazione di sovranità" e modificarono le Costituzioni per far valere la supremazia delle proprie leggi su quelle dell'URSS. I candidati del partito indipendentista del fronte popolare ottennero la maggioranza nei Consigli Supremi nelle elezioni democratiche del 1990. I Consigli dichiararono la loro intenzione di ripristinare la piena indipendenza. Le forze politiche e militari sovietiche tentarono senza successo di rovesciare i governi. Nel 1991 i paesi baltici rivendicarono di fatto l'indipendenza. Seguì il riconoscimento internazionale, compreso quello dell'URSS. Gli Stati Uniti, che non avevano mai riconosciuto la legittimità dell'annessione forzata dei paesi baltici da parte dell'URSS, ripresero le relazioni diplomatiche con le repubbliche.
Cinque decenni di occupazione sovietica quasi ininterrotti degli stati baltici di Estonia, Lettonia e Lituania vennero dunque conclusi nel 1991. Le sovranità dei paesi furono ripristinate, accelerando la successiva rottura dell'Unione Sovietica l'anno dopo. Successivamente, la Russia avviò il ritiro delle sue truppe da tutti e tre i paesi baltici. La Lituania fu la prima a vedere i soldati allontanarsi dal suo territorio nell'agosto del 1993. Gli ultimi contingenti rimasti abbandonarono gli Stati baltici nell'agosto 1994. La Russia ha ufficialmente concluso la sua presenza militare nei Paesi Baltici nell'agosto 1998, in seguito alla disattivazione della stazione radar Skrunda-1 in Lettonia, l'ultima del suo genere ancora attiva nei Paesi Baltici. Le ultime truppe russe si ritirarono dalla stazione l'anno successivo.
Durante il processo di rivalutazione della storia sovietica iniziata durante la perestrojka nel 1989, l'URSS condannò il protocollo segreto del patto Molotov-Ribbentrop del 1939. Ad ogni modo, l'URSS non ha mai riconosciuto formalmente la sua presenza nei Paesi Baltici come un'occupazione e ha considerato le repubbliche socialiste sovietiche estone, lettone e lituana come sue repubbliche. Il governo della Federazione Russa e i funzionari statali sostengono che l'annessione sovietica degli Stati baltici fosse stata legittima.